# Крайндель, Исаак Соломонович
Исаак Соломонович Кра́йндель (11 августа 1862, Толочин, Могилёвская губерния — 25 апреля 1935, Ленинград) — российский и советский медик, доктор медицины.

## Биография
Окончил Могилевскую гимназию, естественное отделение физико-математического факультета Санкт-Петербургского университета (3 курса), Военно-медицинскую академию.
После окончания академии служил врачом в 146-м пехотном Царицынском полке, который находился на фронте Русско-японской войны 1904—1905 годов. Служил в военном ведомстве. Печатался в «Русском враче», Военно-медицинском журнале, Новостях и других изданиях.
Умер 25 апреля 1935 года в Ленинграде, похоронен на Преображенском кладбище.

## Избранное
- О влиянии разреженного воздуха, действующего местно на здоровый организм (1893)